# Apple M4 Pro
Apple M4 Proは、2024年10月29日に発表された、AppleがMac向けにARMアーキテクチャのライセンスを受けて設計したシステムオンチップ（SoC）である。
TSMCの3nmプロセスN3Eで製造されている。

## 設計仕様

### CPU
14コア（高性能コア x10, 高効率コア x4）および12コア（高性能コア x8 高効率コア x4）の構成が存在する。

### GPU
20コア（もしくは16コア）のApple独自設計によるGPUにはハードウェア・アクセラレーテッド・レイトレーシングやハードウェア・アクセラレーテッド・メッシュ・シェーディング機能が搭載されている。

### その他
16コアNeural Engine、Secure Enclave、ProResアクセラレータやHEVCエンコーダ、AV1デコーダなどの専用処理回路メディアエンジンを搭載しておりThunderbolt 5コントローラなども搭載されている。
M4 Proチップはユニファイドメモリ構造であり、CPUやGPUといったチップ内すべてのコンポーネントがメモリアドレスを共有している。メモリには4チャンネルで合計273GB/sの帯域を実現する、LPDDR5X-8533 SDRAM、24GBと48GBと64GBの3構成が採用される。

## 搭載モデル
Apple M4 Proチップは、2024年10月に発表されたMac mini, MacBook Proに搭載されている。
- Mac mini (2024)
- MacBook Pro (14-inch, M4 Pro/M4 Max, 2024)
- MacBook Pro (16-inch, 2024)

## 関連する同世代SoC
- A18, A18 Pro
- M4
- M4 Max